# Артёмовск (Луганская область)
Артёмовск (укр. Артемівськ) / Кипучее (укр. Кипуче) — город в Луганской области Украины. С 2014 года населённый пункт контролировался управляемой из России марионеточной Луганской Народной Республикой. В настоящее время под российской оккупацией.
Согласно административному делению Украины, принадлежит к Алчевской городской общине Алчевского района (с 2020 года), согласно оккупационным властям продолжает оставаться городом районного значения Перевальского района.

## Название
Поселок основан в 1910 году под именем Екатериновка.
В 1921 году посёлки Екатериновка, Шахта 10, Шахта 16 и Станция Кипучая объединились под именем советского партийного и хозяйственного деятеля Артёма.
В 1961 году посёлок Артёмовский получил статус город Артёмовск.
В рамках декоммунизации Украины в 2016 году Артёмовск номинально переименован в Кипучее, при этом власти самопровозглашённой ЛНР продолжают называть его старым названием, поскольку не признают изменения территориального устройства Луганской области с мая 2014 года.

## Символика
Герб и флаг утверждены 17 июня 2005 года решением сессии городского совета.

### Описание герба
На серебряном опрокинутом стропиле три чёрные гранённые ювелы, в верхнем зелёном поле — серебряный старый дуб с желудями, внизу — красное поле. Щит наложен на декоративный золотой картуш, увенчанный серебряной городской короной. Под картушем положены накрест серебряные кирка и кайло с золотыми сменными зубцами, обвитые зелёной девизной лентой с белой и чёрной полосами вдоль краёв и белой надписью «Артемівськ».
Дуб и зелёное поле указывают, что ещё 100 лет тому на месте нынешней шахты и города росли дубовые рощи с огромными толстыми дубами. Три первых шахты отображены тремя чёрными гранёнными квадратами (ювелами). Первый пласт угля, из которого началась промышленная добыча, имел название «Алмаз». Особая горно-геологическая структура шахты представлена опрокинутым стропилом. Серебряная и красная окраска означает особенность застройки шахтного посёлка сперва белыми, а потом красными домиками. Кайло и кирка — орудие работы шахтёров. Общая концепция герба — расположение посёлка между тремя шахтами на месте вековых дубовых рощ на залежах угля.
Авторы — А. В. Закорецкий, С.Карташов.

### Описание флага
Квадратное полотнище разделено из нижнего угла от древка к верхнему свободному углу белой полосой (шириной в 1/4 стороны флага) на зелёный (от древка) и красный треугольники. На зелёном фоне белый старый дуб с желудями; на белой полосе — три чёрные квадратные гранённые ювелы.
Авторы — А. В. Закорецкий, С.Карташов.

## География
Артёмовск расположен в юго-западной части Луганской области. Соседние населённые пункты: города Брянка на севере, Зоринск и сёла Малоивановка на юго-западе, Красная Заря, Адрианополь, посёлок Ящиково на юге, города Перевальск на востоке, Алчевск на северо-востоке.
Общая площадь земель города в его границах составляет 1625 га.
Высота над уровнем моря 256 метров.
• Наивысшая точка 300,4 метров
• Самая низкая точка 193,7 метров Артёмовск находится в третьем часовом поясе (UTC+3). Используемое время в Артёмовске обозначается по международному стандарту как московское время (MSK).
Город богат залежами угля и значительными запасами песчаника, который используется в строительстве.
В связи с продолжительной работой местных шахт в окрестностях города много терриконов.
Почвы плодородные, в основном чернозёмные. Часть территории города занимают леса, которые практически не имеют промышленного значения. Город располагает запасами поверхностных и подземных вод, имеется четыре пруда: Кипучанский, Разливное, Дачный, Чёрное.
Несколько популярных в народе холодных родников с питьевой водой (криниц): кр. Сахарная, кр. Боёва, кр. Нижней Кипучанской балки, кр. кипучанская и пр.), в окрестностях протекает р. Белая.
Животный мир характерен для открытых степных регионов, но не представляет промышленного интереса из-за малочисленности. В основном водятся лисицы, волки, зайцы, куницы. Редко встречается байбак европейский.
Климат умеренно континентальный, засушливый, с прохладной зимой и жарким летом.
Главная улица города — улица 9 Мая, центром всех крупных мероприятий является Дом Культуры им. В. И. Ленина.

## История

### Дореволюционный период
Поселок основан в 1910 году под именем Екатериновка. Его заложили первостроители шахты при финансировании учредителей акционерного общества «Екатерининские угольные копи».
Учредителем акционерного общества являлся французский консул Де Вулич, а управляющим рудником — Миокович А. П.
В этом же году началось строительство шахт № 11 и № 14 и прилегающих к ним посёлков.
В 1912 году выдана первая партия угля — 45 пудов (737 кг.) из пласта «Алмаз».
В 1913 году в посёлке началась добыча угля, в связи с открытием шахт и появившейся возможностью заработать сюда прибывали рабочие из Мордовии, Орловской, Курской, Могилёвской, Рязанской, Калужской, Казанской, Екатеринославской губерний. Добыча угля велась вручную с помощью примитивных инструментов (обушок, топор, лопата), транспортировали его с помощью лошадей.
Осенью 1913 года шахта № 16 стала самой крупной шахтой в районе с проектной мощностью 7,5 миллиона пудов угля (120 тысяч тонн) в год.
В начале 1914 года численность населения уже составляла около 900 человек. В этом же году открыли первую начальную школу.

### Ранний советский период

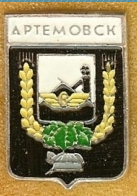
Значок Артёмовск

5 ноября 1921 г. постановлением Всеукраинского Центрального Исполнительного Комитета посёлку и руднику было присвоено имя погибшего революционера, государственного и политического деятеля Ф. А. Сергеева (Артёма). Екатериновский рудник переименован в рудник Артёмовский.
Проводилась работа по ликвидации неграмотности среди населения, повышению культурного уровня горняков.
28 октября 1938 года Артёмовск получил статус посёлка городского типа.

### Послевоенный период. Расцвет
С 1949 по 1961 носил название Посёлок шахты — 10.
В 1961 году посёлок Артёмовский получил статус города. В. эти годы в состав города были включены посёлок железнодорожной станции Кипучая, посёлок Лозовое, название которого образовано от наименования р. Лозовая.
Комсомольское шахтоуправление, созданное в 1958 году, объединило шахты «Ворошиловградская» и «Кировоградская». В мае 1970 года оно вошло в состав вновь образованного шахтоуправления им. Артёма комбината «Ворошиловградуголь». Это шахтоуправление объединяло шахты № 10 им. Артёма, «Кировоградскую» и шахту-участок № 6, построенную в 1956 году. Шахта «Ворошиловградская» в связи с истощением угольных пластов прекратила своё существование. В июле 1975 года шахтоуправления были переименованы в шахты.
В мае 1970 года было образовано шахтоуправление им. Артёма комбината «Ворошиловградуголь». Оно объединяло шахты № 10 им. Артёма, «Кировоградскую» и шахту-участок № 6, построенную в 1956 году. (Шахта «Ворошиловградская» до этого вместе с «Кировградской» входившая Комсомольское ш/у была закрыта в связи с истощением пластов). В июле 1975 года шахтоуправления были переименованы в шахты.
Работники шахты И. Д. Акименко, С. А. Свиридов, П. Д. Рындин, Ф. А. Лисицын, И. Т. Денисов удостоены звания Героя Социалистического Труда.

### Независимая Украина
В 1997 году реорганизована в государственное ОАО «Шахта имени Артёма». В 2005 вновь вошла в состав ГП «Луганскуголь».
С мая 2011 года шахта им. Артёма не имела линии очистного забоя. Чтобы хоть как-то сохранить жизнедеятельность шахты в октябре 2012 года запущена 4-я восточная лава пласта k6 с суточной нагрузкой в 60 тонн. За неимением оборудования выемка угля производится отбойными молотками.
12 мая 2016 года Верховная Рада Украины переименовала город Артёмовск в Кипучее в рамках кампании по декоммунизации на Украине. Решение не признано властями самопровозглашённой ЛНР.

## Население
Население на 2016 год насчитывало 7506 человек.

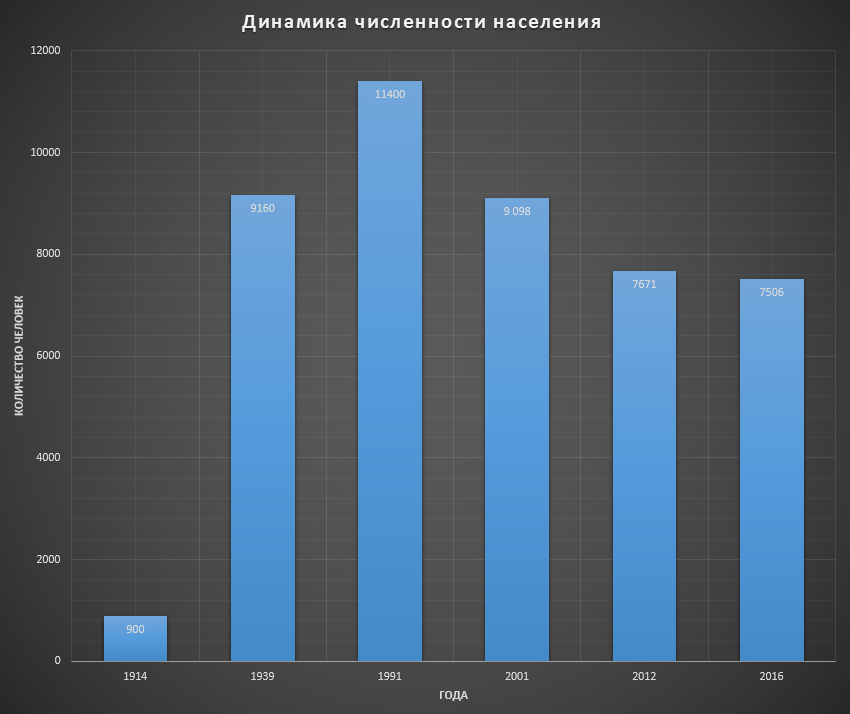

## Экономика
Добыча каменного угля (головное (бюджетообразующее) предприятие города — ОП (обособленное предприятие) «Шахта имени Артёма» — ГП «Луганскуголь»).

### Шахта имени Артёма (шахта № 10)
Шахта № 16 Екатериновского рудника (шахты № 11, № 14, № 16), являющегося собственностью акционерного общества «Компании Екатерининских угольных копей», пущена в эксплуатацию в 1913 году с проектной мощностью 120 тыс. тонн угля в год. В 1914 году в районе железнодорожной станции Кипучая начато строительство шахты № 17 (с 1936 года — шахта «Заперевальная»). После окончания её строительства в 1916 году в состав Екатерининского рудника входили 4 шахты и ряд мелких шахтенок в северной части посёлка.
В 1921 одновременно с переименованием рудника в Артёмовский шахта № 16/17 (вводившаяся в эксплуатацию как шахта № 16) переименована в шахту № 10 имени Артёма Артёмовского рудника 4-го куста Алмазного горного округа. Шахта № 14 переименовывается в шахту № 9, шахта № 11 осталась с прежним номером.
В 1922 году артёмовская группа шахт входит в состав Селезнёвского рудоуправления, позже переименованного в рудоуправление им. Парижской Коммуны.
Январь 1923 г. — шахта № 17 Артёмовской поставлена на консервацию и прекратила свою деятельность. Дальнейшая её эксплуатация началась в 1936 году с новым названием — шахта «Заперевальная» (позже — участок «Заперевальная» шахты им. Артёма).

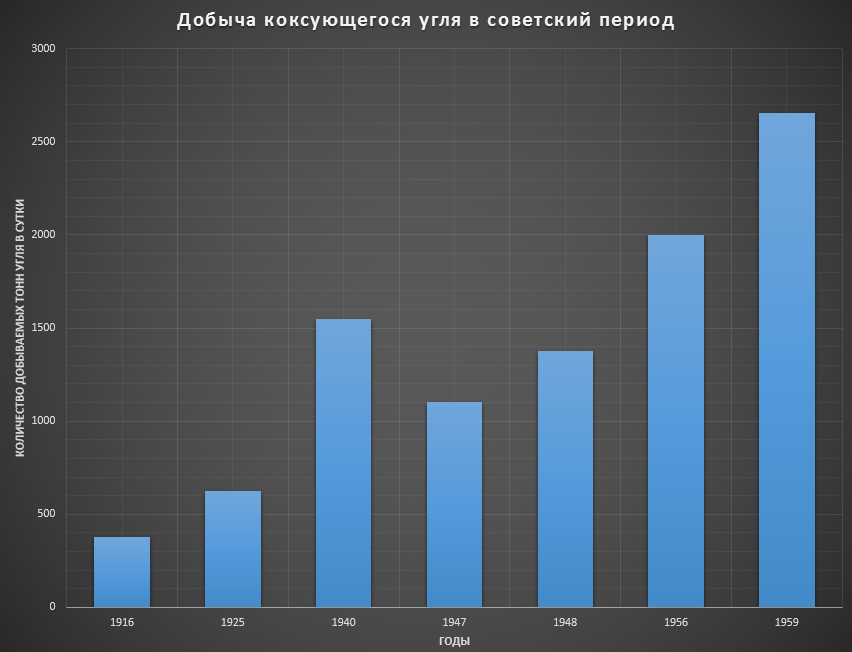

Весной 1932 года закончена реконструкция шахты № 10 имени Артёма. С производственной мощностью 930 тысяч тонн угля в год, обеспечиваемой совместной работой на 8 пластах крутого падения, государственная комиссия приняла её в эксплуатацию.
В 1940 году шахта № 10 им. Артёма давала 1549 тонн угля в сутки.

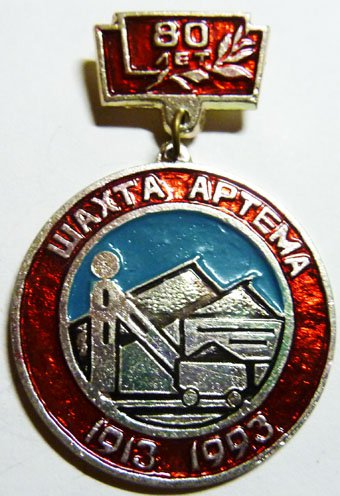
Юбилейный значок в честь 80-летия шахты имени Артёма

Во время войны разрушена, в 1947 году полностью восстановлена и сдана в эксплуатацию с проектной мощностью 900 тысяч тонн угля в год.
В 1966 году в связи с полной отработкой участка «Заперевальная» и ликвидацией капитальных горных выработок горизонтов 137 и 205 метров, а также некоторых поверхностных зданий и сооружений участка «Заперевальная» шахта снята с баланса шахты № 10 имени Артёма
В мае 1970 года было образовано шахтоуправление им. Артёма комбината «Ворошиловградуголь». Оно объединяло шахты № 10 им. Артёма, «Кировоградскую» и шахту-участок № 6, построенную в 1956 году. (Шахта «Ворошиловградская» до этого вместе с «Кировградской» входившая Комсомольское ш/у была закрыта в связи с истощением пластов).
В июле 1975 года шахтоуправления были переименованы в шахты.
В 1997 году реорганизована в государственное ОАО «Шахта имени Артёма». В 2005 вновь вошла в состав ГП «Луганскуголь».

### Характеристики шахты № 10
Производственная мощность — 300 тысяч тонн в год.
Максимальная глубина шахты — 612 м (1990—1999). Протяжённость подземных выработок — 71,8/53,8 км (1990/1999)
Шахта отнесена к опасным по выбросам угля и газа.
Фактическая добыча:
1990 г. — 2141 т. в сутки
1999 г. — 876 т. в сутки
2003 г. — 75 тысяч т. в год
Количество рабочих: 3007 человек в 1990 году, 1775 человек в 1999 году, в том числе подземных рабочих 2071 человек в 1990 году, 1089 человек в 1999 году.
С мая 2011 года шахта им. Артёма не имела линии очистного забоя. Чтобы хоть как-то сохранить жизнедеятельность шахты в октябре 2012 года запущена 4-я восточная лава пласта k6 с суточной нагрузкой в 60 тонн. За неимением оборудования выемка угля производится отбойными молотками.

### Аварии
- 29 марта 1961 года — внезапный выброс угля и газа, погибло 3 проходчика.
- 15 мая 1966 года — возгорание конвейерной ленты, 14 горняков погибли, задохнувшись угарным газом
- 11 сентября 2013 года — 209 горняков было эвакуировано, 1 попал с ожогами дыхательных путей в больницу, 1 погиб[11][12][13].

## Транспорт

### Железнодорожная станция Кипучая
Название: КИПУЧАЯ,ДОН
Код станции: 506302
Тип станции: грузовая станция
Коммерческие операции на станции Кипучая:
Продажа пассажирских билетов. Приём, выдача багажа
Приём/выдача повагонных и мелких отправок (подъездные пути)
Параграфы:
Приём и выдача грузов повагонными и мелкими отправками, загружаемых целыми вагонами, только на подъездных путях и местах необщего пользования.
Ближайшая автобусная остановка — Артёмовск

### Автодорога М-04
Через город проходит одна из крупных международных дорог: М-04 Знаменка — Донецк — Дебальцево — Луганск — Изварино (на Волгоград).

#### Международный автопробег ВДВ на Берлин
12 апреля 2012 года в Артёмовск прибыли участники международного автопробега ВДВ на Берлин — «Где имя Маргелова свято», посвящённого великим победам наших предков и десантнику № 1 Василию Филипповичу Маргелову. Артёмовск Луганской области стал первым городом Украины, куда прибыла колонна машин. Российские десантники в Луганской области останавливались только в одном лишь городе — Артёмовске. Чтобы увековечить в памяти факт автопробега, изготовлен памятный знак, посвящённый городу Артёмовску. Решением руководства МОФ «Командарм» знаку придан статус наградного.

## Печатные издания
- Газета «Артёмовские зори» — издание трудового коллектива шахты им. Артёма производственного объединения «Луганскуголь».
- Газета «Артёмовец».

## Достопримечательности: скульптура, мемориальные комплексы

### Памятник Артёму (Сергееву Ф. А.) в Артёмовске
Памятник Артёму (Ф. А. Сергееву) установлен в городе Артёмовск по ул. Серго, возле шахты имени Артёма.
Памятник представляет собой скульптуру Артёма в полный рост. Артём изображён в шинели, без головного убора.
Скульптура и постамент — из железобетона.
Высота скульптуры — 2,7 м.
Размеры постамента — 4x2,45x2,45 м.
Скульптор Федченко В. Х. Год установки памятника −1976.
Артём (Сергеев Ф. А.) — соратник В. И. Ленина, видный партийный и государственный деятель.
Артём в 1905, 1920, 1921 годах побывал в городах и шахтёрских посёлках Донбасса.
В 1976 г. по инициативе шахтёров бывшего рудника Екатериновка — ныне г. Артёмовск, ему был установлен памятник.

### Памятник борцам революции
Памятник борцам за Советскую власть установлен в городе Артёмовск по улице Центральная.
Памятник представляет собой прямоугольную стелу, на лицевой стороне которой — барельефное изображение лиц: воина-красноармейца, моряка — краснофлотца, рабочего и партизана. Стела и скульптуры выполнены из железобетона.
Размер стелы — 1,5x1,5x6,5 м.
На гранитной табличке памятника указаны четыре фамилии:
- Горчак Сергей Степанович;
- Пелехов Александр Тимофеевич;
- Строев Николай Иванович;
- Промогайбенко Иван Алексеевич.

Скульпторы — Можаев Н. В., Слепцов Г.
Архитектор Житомирский В. И.
Дата установки памятника — 1972 год.
Памятник установлен в честь погибших борцов за Советскую власть в боях с белогвардейцами Каледина и отрядом Центральной Рады в 1917—1919 гг.

### Мемориальный комплекс «Скорбящая мать»

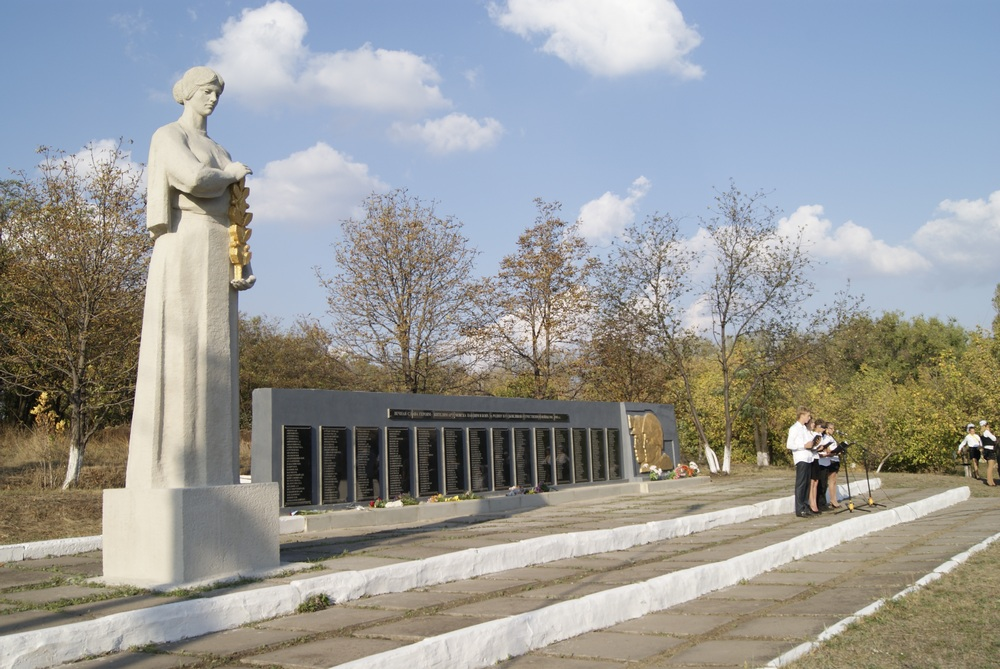
Мемориальный комплекс «Скорбящая мать» был отреставрирован ко Дню города в 2010 году

В центре города на улице Крокоса в 1972 году был установлен Мемориальный комплекс «Скорбящая мать».
В 1970 году начался сбор информации о земляках, не вернувшихся с фронтов Великой Отечественной. А к 9 мая 1972 на улице Крокоса, на искусственной платформе склона первого террикона, был установлен памятный знак, где увековечены фамилии 270 погибших на войне артёмовцев. Со временем на стеле появились фамилии ещё 14 человек. На данный момент историком-краеведом Сергеем Карташовым установлены имена ещё 76 героев. Простояв несколько десятилетий, памятник стал разрушаться. В конце 2011 года в рамках программы «Память» общими усилиями Артёмовского городского совета, шахты имени Артёма и кандидата в народные депутаты Юрия Терникова мемориальный комплекс был отреставрирован, а на стеле добавлены 76 фамилий. Сейчас здесь высечено 347.
Простояв несколько десятилетий, памятник стал разрушаться. В конце прошлого года в рамках программы «Память» общими усилиями Артёмовского городского совета, шахты имени Артёма и кандидата в народные депутаты Юрия Терникова мемориальный комплекс был отреставрирован, а на стеле добавлены 76 фамилий. Сейчас здесь высечено 347.
С каждым годом победителей становится все меньше. 40 лет назад, когда открывали мемориал, в Артёмовске проживали 600 участников боевых действий, теперь в живых осталось только 6. Потому самым дорогим гостем на празднике назвали Сергея Степановича Михайличенко, почётного жителя Артёмовска. В составе Первого Белорусского фронта он дошёл до Берлина и даже на рейхстаге оставил автограф.

### Памятный знак жертвам фашизма
В парке на улице Серго в 1965 году был установлен в честь погибших земляков в годы фашистской оккупации Памятный знак жертвам фашизма. В тылу врага боролись они с оккупантами и стали жертвами фашистского террора. Среди них были: И. Сорока, М. Якимец, С. Ильман, П. Радевич, М. Судиловский и др.
Памятный знак изготовлен из железобетона. Мемориальная доска — оргстекло.
Размеры памятного знака — 0,9x0,9x2,4 м
Размеры мемориальной доски — 0,4×0,6 м

### Воинское кладбище и мемориал «Могила неизвестного солдата»
В г. Артёмовске по адресу ул. Стадионная находится воинское кладбище и памятник неизвестному солдату, установленный в 1965 году.
На кладбище — 20 могил. В центре кладбища — аллея, ведущая к памятнику: на прямоугольном постаменте — скульптура коленопреклонённого воина с венком в левой руке, в правой руке — автомат.
На лицевой стороне постамента — мемориальные доски с именами погибших. Кладбище обнесено оградой 35*115 м.
Скульптура и мемориальная плита — из железобетона. После реконструкции скульптура — железобетон, мемориальная плита бетон с гранитной крошкой. Высота скульптуры — 1,8 м. Скульптором стал Харьковский художественно-производственный комбинат. На воинском кладбище в братских могилах похоронены советские воины, павшие в боях за Родину и советские военнопленные, замученные или расстреляны фашистами в 1941—1943 гг. Всего 503 человека. Имена двух погибших известны. В 1955 г. — перезахоронение. В 1985 г. памятник был реконструирован.

### Памятник погибшим землякам
В память о жителях города, погибших во время российско-украинской войны, в 2015 году в городе был установлен Памятник погибшим землякам. Он расположен в центре города на территории мемориального комплекса «Скорбящая мать». Памятник представляет собой БРДМ-2, возвышающийся на каменном постаменте. За ним стоит могила с рельефным изображением Матери-Богородицы.

## Макшеевский водопад
Одним из примечательных мест города является Макшеевский водопад, расположенный на окраине в северной части города.